# Stepan Kajukov
Stepan Kajukov (Saratov, 1º agosto 1898 – Mosca, 22 gennaio 1960) è stato un attore sovietico.

## Filmografia parziale

### Attore
- La giovinezza di Massimo (1934)
- Il deputato del Baltico (Депутат Балтики), regia di Aleksandr Zarchi e Iosif Efimovič Chejfic (1936)
- I trattoristi (Трактористы), regia di Ivan Aleksandrovič Pyr'ev (1939)
- Princ i niščij (1942)
- Ljudi na mostu (1959)

## Premi
- Artista onorato della RSFSR
- Artista popolare della RSFSR
- Ordine del distintivo d'onore
- Ordine della Bandiera rossa del lavoro